# Холодная (приток Малого Кинеля)
Холодная — река в России, протекает по Оренбургской области около границы с Самарской областью. Устье реки находится в 78 километрах от устья по правому берегу реки Малый Кинель. Длина реки составляет 13 километров, площадь водосборного бассейна — 52,4 км².
Название отражает низкую температуру воды, так иногда называли реки, подпитывающиеся родниками.

## Данные водного реестра
По данным государственного водного реестра России относится к Нижневолжскому бассейновому округу, водохозяйственный участок реки — Большой Кинель от истока и до устья, без реки Кутулук от истока до Кутулукского гидроузла. Речной бассейн реки — Волга от верхнего Куйбышевского водохранилища до впадения в Каспий.
Код объекта в государственном водном реестре — 11010000812112100008364.